# Imeľ
Imeľ (en hongrois : Imely, /ˈiː.mɛj/) est un village de Slovaquie situé dans la région de Nitra.

## Histoire
Première mention écrite du village en 1404.

## Démographie

### Évolution de la population
| Année:               | 1994. | 2004.   | 2014.   | 2024.   |
| -------------------- | ----- | ------- | ------- | ------- |
| Nombre de personnes: | 2276  | 2152    | 1960    | 1992    |
| Différence:          |       | -5,44 % | -8,92 % | +1,63 % |

| Année:               | 2023. | 2024.   |
| -------------------- | ----- | ------- |
| Nombre de personnes: | 1989  | 1992    |
| Différence:          |       | +0,15 % |